# Cancillería Real aragonesa
La Cancillería Real Aragonesa (Cancelleria Reial Aragonesa en catalán) era el organismo administrativo del rey de la Corona de Aragón. Fue creada en el siglo XIII.

## Historia y funciones
Fue fundada por Jaime I de Aragón en el año 1264, ocupándose de la redacción de todo tipo de documentos administrativos: certificados, letras reales o licencias, entre otras. En 1276, Jaime I dispuso que toda la documentación del Reino de Valencia fuera redactada en lengua vulgar y no en latín clásico. A partir de entonces, toda la documentación fue unificada por la Corona de Aragón. Los textos se redactaban en catalán o aragonés y en latín. Todas las instituciones de la Corona de Aragón, además de todos los municipios y notarios, utilizaron un mismo modelo de catalán.
Integrada a la Corona Aragonesa, la Cancillería Real era una oficina dirigida por un canciller, encargada de copiar y tramitar todos los documentos reales, de la nobleza o de los eclesiásticos. Esta escribanía real fue organizada a partir del siglo XIII y estaba integrada por una serie de funcionarios que tenían a su cargo toda la documentación real.
La Cancillería devino un centro cultural -tal como lo fueron los monasterios durante la Alta Edad Media- sobre todo a partir del año 1373, en que albergó a un grupo de copistas para la transcripción de libros. La Cancillería asimiló y expandió la poesía y el arte franceses, introducidos por Violante de Bar, así como la curiosidad por todo aquello que hiciera referencia al mundo latino, proveniente de Italia, o al helenismo, procedente de la Corte Pontificia de Aviñón.
La prosa de la Cancillería seguía las fórmulas medievales de la retórica epistolar. La mayoría de sus funcionarios eran buenos conocedores del Ars Dictandi, título que se otorgaba a los tratados de retórica epistolar que fueron utilizados en las cancillerías medievales, especialmente del siglo XI al XIV. Aquellos tratados contenían reglas y ejemplos acerca de cómo redactar las salutaciones, los preámbulos y las alocuciones -el núcleo- de los documentos, así como sobre preceptos gramaticales, construcciones lingüísticas, figuras retóricas, oraciones, y sobre la extensión o el ritmo de las frases.
Dado que la mayoría de los funcionarios de la Cancillería sabían latín, no resulta extraño que fuera precisamente esta lengua la que marcara las directivas tanto en lo que respecto a los formularios como al vocabulario técnico utilizado por la burocracia y en la política. La influencia latina moldeó el catalán sin violentarlo. En las Órdenes Reales de Pedro IV de Aragón, el Ceremonioso, que son una adaptación de las Leyes Palatinas de Jaime III de Mallorca, el fraseo en catalán es un calco, palabra por palabra, de la construcción latina. Afortunadamente, otros escribas y notarios de Pedro el Ceremonioso supieron vencer las dificultades que presentaba el modelo latino y contribuyeron a la construcción de un catalán más dúctil, armonioso y claro.
Ahora bien, lo que más llama la atención es la notable uniformidad que adquirió el idioma oficial de la Cancillería, que logró implantarse como la lengua escrita en todo el dominio lingüístico. La razón de aquella uniformidad obedecía al hecho de que la lengua del Principado de Cataluña, del Reino de Mallorca y del reino de Valencia se había expandido, merced a la Reconquista, a través de unas tierras fuertemente arabizadas.